# Caritas Socialis
La Caritas Socialis (traducido al castellano como: «Caridad Social») es una sociedad de vida apostólica femenina de derecho pontificio, fundada en 1946, en Palermo (Italia), por la política y activista alemana Hildegard Burjan. Las mujeres miembros de esta sociedad son conocidas como hermanas de la caridad social y posponen a sus nombres las siglas C.S.

## Historia

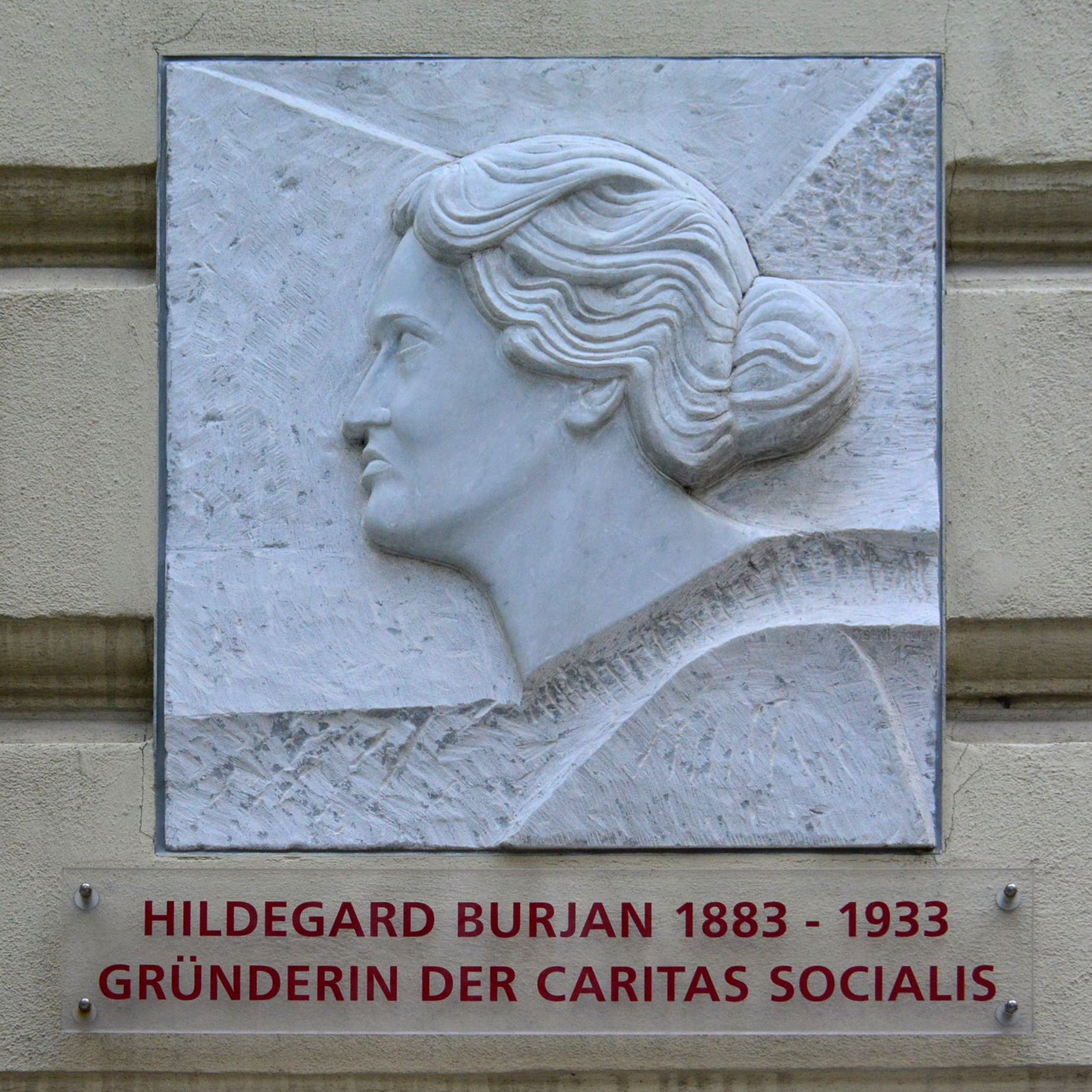
Hildegard Burjan (1883-1933), fundadora de la sociedad, es venerada como beata en la Iglesia católica.

La sociedad fue fundada por Hildegard Burjan, primero como una comunidad de laicas con el nombre de Unión Caritas Socialis, y más tarde, a partir de esta, el 4 de octubre de 1919 dio inicio a una congregación religiosa con diez hermanas de la unión. La fundadora, a pesar de estar casada, fue nombrada como superiora vitalicia del instituto. Debido al estilo de vida de la congregación, más parecido a las sociedades de vida apostólica fue canónicamente erigida como tal el 19 de junio de 1936, por el arzobispo de Viena.
El 4 de octubre de 1963 la sociedad recibió la aprobación pontificia como sociedad de vida apostólica, mediante decretum laudis del papa Juan XXIII.

## Organización
Caritas Socialis es una sociedad de vida apostólica de derecho pontificio centralizada, cuyo gobierno recae en una superiora general. A ella, le coadyuva su consejo, elegido para un periodo de seis años. La sede general se encuentra en Viena (Austria).
Las hermanas de la caridad social se dedican a diversas obras de pastoral social, especialmente la protección de las jóvenes, la asistencia a las familias en riesgos y a las actividades parroquiales. En 2017, la sociedad contaba con 68 miembros y 10 casas, presentes en Alemania, Austria, Brasil, Italia y Hungría.